# Jaddan Bai
Cette page contient des caractères d'alphasyllabaires indiens. En cas de problème, consultez Aide:Unicode.
Jaddan Bai, souvent orthographié Jaddanbai ou plus rarement Bai Jaddanbai, née vers 1897 et morte en 1949, est une chanteuse, compositrice, actrice, productrice et réalisatrice indienne. Elle est surtout connue pour être une des premières compositrice du cinéma indien. Actrice elle-même, elle est aussi la mère de Nargis et la grand-mère de Sanjay Dutt.

## Biographie
Jaddan Bai, en hindi जद्दनबाई (Jaddanbai), est née vers 1897 à Allahabad, alors capitale des Provinces du Nord-Ouest aux Indes britanniques. Sa mère, Dilipa née hindoue dans une caste brahmane et mariée très jeune, avait perdu son mari avant même de le rejoindre. Devenue veuve dans l'enfance et ostracisée par sa famille comme il était d'usage à cette époque en Inde, elle est recueillie par Miajan, un musicien joueur de sarangi musulman. Elle se convertit, il l'épouse et le couple s'installe dans le village de Chilbilla, actuellement dans l'État d'Utar Pradesh. Dilipa Devi devient Dilipa Bai, une chanteuse-courtisane accompagnée par son mari chantant pour de riches mécènes dans le nord-est de l'Inde,. Jaddan Bai grandit dans un kotha où Dilipa l'initie à la musique dès son plus jeune âge. À la mort de Miajan en 1906, Dilipa et ses deux enfants, Jaddan Bai et son frère Zulkadar, retournent à Chilbilla.

### Chanteuse courtisane
Dès le début des années 1910, Jaddan Bai  entame une carrière de chanteuse courtisane, se produisant dans les réunions privées organisées pour de riches mécènes, en particulier à Bénarès. Elle s'installe par la suite à Calcutta où elle poursuit son éducation musicale avec, dit-on, Moujuddin Khan et plus tardivement Ustad Barkat Ali Khan, deux importants musiciens de l'époque. Elle est également l'élève de Gauhar Jaan, une des premières chanteuses indiennes à avoir enregistré un disque, et de Bhaya Saheb, un fameux joueur d'harmonium. 
Jaddan Bai devient une chanteuse reconnue de thumri, de khayal et de tappâ. Selon ses contemporains, elle chante des chansons théâtrales qu'elle interprète avec un charme rustique et une voix mélodieuse. Elle est aussi versée dans la poésie et parle cinq langues : ourdou, hindi, arabe, bengali et persan. Elle est souvent invitée à chanter par les princes indiens. On rapporte ainsi par exemple une controverse entre les maharajas du Cashemire et de Khairpur sur ses talents musicaux par rapport à ceux de Siddheswari Devi (en), une autre chanteuse de ce temps. Ils pouvaient aussi la couvrir de cadeaux comme le nawab de Gaya qui lui offre une villa. Mais elle ne se limite pas à des récitals et comme nombre de ses contemporaines, Jaddan Bai enregistre pour Columbia Gramophone Company,,. À partir de 1935, elle enregistre quelques chansons sous le label Broadcast.

### Carrière d'actrice

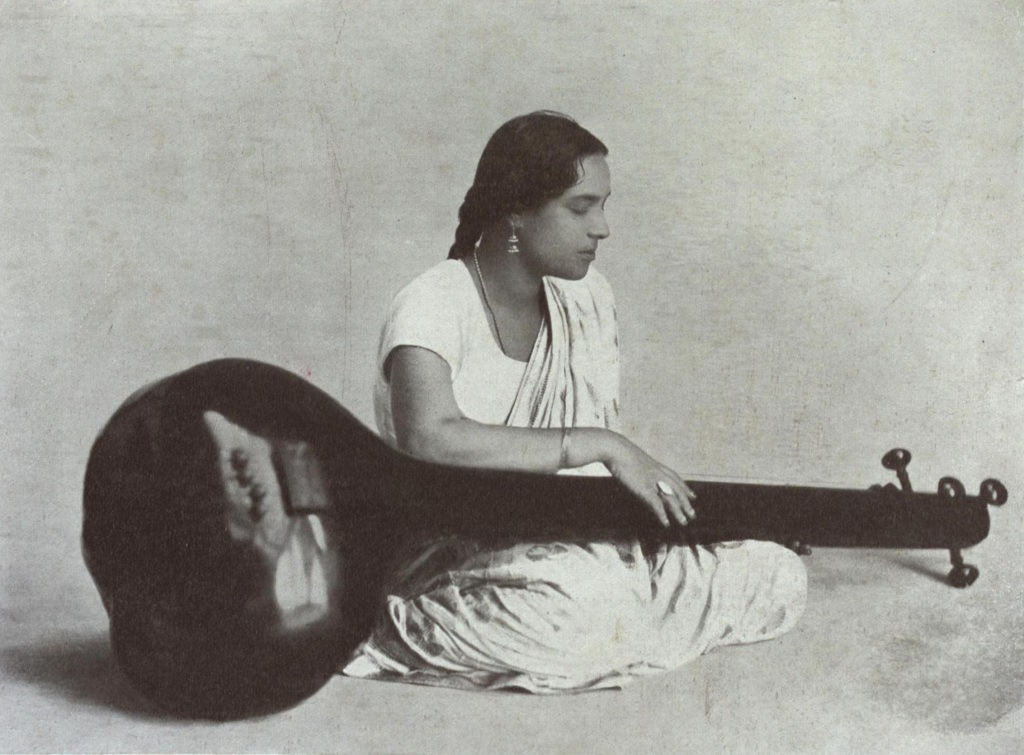
Jaddan Bai en 1932

Sous l'influence britannique, la courtisanerie indienne est fortement ostracisée au début du XXe siècle et la musique de cour est en net déclin. À l'inverse, le cinéma parlant, qui fait ses débuts avec Alam Ara en 1931, est très demandeur de musiciens et de chanteurs. Dans ce contexte, Hakim Ramparshad un producteur de cinéma de Lahore, offre à Jaddan Bai de rejoindre Playart Phototone en 1932. Elle saisit l'occasion et fait ses débuts d'actrice-chanteuse dans Raja Gopichand qui sort en 1933. Elle joue le rôle de la mère du héros dans ce film qui n'a pas marqué les esprits. Certains indiquent cependant qu'elle en a composé la musique,.
Son second film, Isan Ya Shaitan, avec Ermeline en tête d'affiche, est réalisé cette fois à Bombay dans les studios Imperial. C'est un grand succès comme le sera Prem Pariksha l'année suivante et dans lequel elle mène pour la première fois la distribution. Cette même année 1934, elle quitte Calcutta pour Bombay où elle loue un grand appartement au cinquième étage de l'immeuble « Chateau Marine » sur Marine Drive.  
Toujours en 1934, elle joue dans Naachwali où elle fait faire ses premiers pas devant la caméra à sa fille Fatima alors âgée de cinq ans. Puis elle interprète un rôle secondaire dans Seva Sadan de Nanubhai Vakil. Les biographes de Jaddan Bai notent qu'elle y partage l'écran avec Fatima Begum, la première productrice du cinéma indien elle-même très probablement issue de la courtisanerie, et avec sa fille Zubeida, vedette depuis le début des années 1920. Ce film est peut-être l'élément déclencheur qui la pousse à créer sa propre société de production.

### Sangeet Movietone

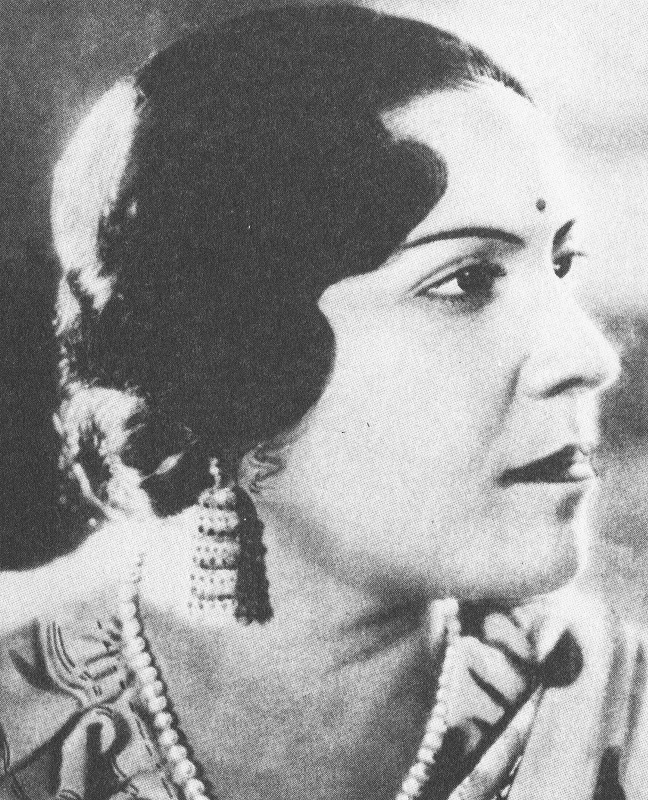
Jaddan Bai dans Madam Fashion (1936)

Jaddan Bai fonde la maison de production Sangeet Movietone en 1934. En l'espace de deux ans, elle produit cinq films dans lesquels elle joue et pour lesquels elle écrit le scénario, chante et compose la musique. Mis à part le premier, Talash-E-Haq réalisé par C. M. Luhar, elle est également derrière la caméra, faisant d'elle la seconde réalisatrice du cinéma indien après Fatima Begum. Deux de ses enfants sont de l'aventure cinématographique : Akhtar  fait ses débuts d'acteur adulte à 16 ans avec le surnom « A. Hussain à la voix d'or » (A. Hussain The "golden voiced") et Fatima est mise à avant dès l'âge de 6 ans sous le nom de Baby Rani.
Malgré son âge et son physique éloigné de celui des jeunes premières de l'époque, ses trois premiers films sont lancés en capitalisant sur sa notoriété personnelle de chanteuse. Jaddan Bai est ainsi en tête d'affiche de Talash-E-Haq, Madam Fashion puis Hriday Manthan qui tous évoquent la déchéance morale, en particulier l'opprobre qui rejaillit sur les chanteuses assimilées à des prostituées. Dans Hriday Manthan par exemple, elle incarne Nirmala Devi, une « fille de joie » (daughter of joy) qui est amenée à chanter dans le « quartier rouge » de Calcutta.  
Elle passe ensuite à un registre plus léger en se mettant en retrait pour les deux films suivants. Elle offre les premiers rôles à son fils Anwar (en) associée à l'actrice Methab (en) qui était déjà une vedette de l'écran. Mais le jeune couple d'environ 18 ans chacun ne fait pas fondre les spectateurs. Journey's End et Pearl Necklace n'ont pas plus de succès que les trois premiers films de Jaddan Bai. Elle doit se résoudre à fermer sa société de production en 1937 après avoir pensé un temps la relocaliser à Bhopal.

### Chateau Marine
L'appartement de Jaddan Bai devient dès 1934 un des hauts lieux de rencontre du « tout-Bollywood » au point que son adresse soit connue même du grand public,. Elle y organise notamment des soirées musicales qui constituent par exemple une source d'inspiration pour le jeune Madan Mohan, alors un voisin. De nombreuses célébrités de l'industrie du cinéma telles que K. L. Saigal (en) s'y pressent, et Jaddan Bai  devient elle-même une personnalité très respectée. On raconte par exemple qu'elle a été ainsi invitée arbitrer un conflit entre A. R. Kardar (en) et Mehboob Khan, deux réalisateurs majeurs depuis le milieu des années 1930.
Ses enfants sont élevés dans une atmosphère artistique et Fatima fait ses débuts à l'écran en tant qu'adulte à 13 ans dans Tamanna (1942). Elle y interprète un petit rôle en compagnie de la jeune Suraiya, sa voisine, et dans lequel Manna Dey (en) chante pour la première fois. En 1943, Mehboob Khan, qui avait joué avec Jaddan Bai dans Naachwali (1934), repère Fatima lors d'un passage à Chateau Marine et la choisit pour être l'héroïne de Taqdeer qu'il réalise la même année. Cette carrière de vedette qui s'amorce permet de libérer Jaddan Bai qui supportait jusqu'alors à elle seule les charges de sa famille élargie composée de près de 20 personnes. Jaddan Bai chaperonne sa fille et s'occupe de sa carrière. C'est la raison pour laquelle Raj Kapoor, alors âgé de 23 ans, se présente à Chateau Marine pour lui demander l'autorisation d'engager sa fille dans son premier film, Aag (en) (1948),. 
Encouragé par le succès de Fatima, Akhtar lance en 1947 Nargis Arts Concern dans lequel il produit et dirige des films centrés sa sœur. Jaddan Bai écrit ses deux derniers scénarios pour cette société de production. Anjuman (1948) et Darogaji (1949) sont des échecs aussi bien commerciaux que critiques.  
Jaddan Bai meurt d'une défaillance cardiaque à Bombay le 21 juillet 1949,,.   

### Vie privée

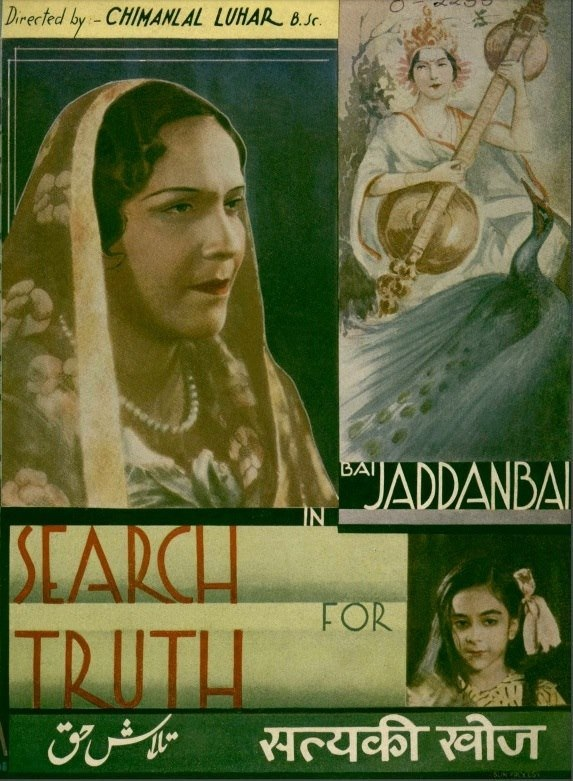
Poster de Tash-e-Haq (1935)

Jaddan Bai donne naissance à un fils, Akhtar Hussain, en 1919.  Il n'y a aucune indication qui permette d'attester qu'elle ait été mariée avec le père de l'enfant, un riche admirateur nommé Narottam Das. Son second fils, Anwar Hussain (en), est né en 1920 également probablement hors mariage. Le père est Master Irshad Hussain, son accompagnateur à l'harmonium. En 1928, Jaddan Bai épouse à Calcutta Uttamchand Mohanchand, un étudiant en médecine. Ce dernier se convertit à l'islam et prend le nom d'Abdul Rashid mais se fera pourtant appeler Mohan Babu jusqu'à sa mort en 1948. Tout à la dévotion de son épouse, il ne travaille pas et Jaddan Bai constitue jusqu'en 1943 la seule source de revenu du ménage. En 1929, elle met au monde une fille nommée Fatima Rashid. 
Ses trois enfants ont fait une carrière dans le cinéma. Akhtar Hussain deviendra réalisateur et producteur de cinéma. Anwar Hussain sera acteur, principalement dans des seconds rôles. Fatima Rashid deviendra Nargis, la grande vedette des années 1940 et 1950.

## Filmographie

### Comme actrice
- 1933 : Insan Ya Shaitan de M. Gidwani
- 1933 : Raja Gopichand de B. M. Shukla
- 1934 : Naachwali / Dancing Girl de Ramnik Desai
- 1934 : Prem Pariksha de G. R. Sethi
- 1934 : Seva Sadan / Bazaar-e-Husn de Nanubhai Vakil
- 1935 : Talash-E-Haq / Search For Truth / Satya Ki Khoj de C. M. Luhar
- 1936 : Hriday Manthan / Call Of The Soul de Jaddan Bai
- 1936 : Madam Fashion de Jaddan Bai
- 1937 : Jeevan Swapna / Journey's End de Jaddan Bai
- 1937 : Moti Ka Haar / Pearl Necklace de Jaddan Bai

### Comme scénariste
- 1935 : Talash-E-Haq / Search For Truth / Satya Ki Khoj de C. M. Luhar
- 1936 : Hriday Manthan / Call Of The Soul de Jaddan Bai
- 1936 : Madam Fashion de Jaddan Bai
- 1937 : Jeevan Swapna / Journey's End de Jaddan Bai
- 1937 : Moti Ka Haar / Pearl Necklace de Jaddan Bai
- 1948 : Anjuman / Audience d'Akhtar Hussain
- 1949 : Darogaji / Mister Inspector d'Akhtar Hussain

### Comme productrice
- 1935 : Talash-E-Haq / Search For Truth / Satya Ki Khoj de C. M. Luhar
- 1936 : Hriday Manthan / Call Of The Soul de Jaddan Bai
- 1936 : Madam Fashion de Jaddan Bai
- 1937 : Jeevan Swapna / Journey's End de Jaddan Bai
- 1937 : Moti Ka Haar / Pearl Necklace de Jaddan Bai